# Moån
Moån är ett vattendrag i Kalix kommun i Norrbotten. Det är ett vänsterbiflöde till Korpikån i Sangisälvens flodområde. Ån är cirka 20 km lång. Inklusive källflöden är den cirka 30 km. Dess källflöde är Lombälven.
Moån rinner upp i Storträsket cirka 25 km norr om Kalix och strömmar först åt sydost mot Bodträsket och sedan alltmer rakt söderut mot Korpikån, där Moån mynnar vid byn Moån.
En två kilometer lång sträcka har inrättas som naturreservatet Moån. 
Vid Hyttforsen nedströms Bodträsket låg från mitten av 1600-talet till en bit in på 1900-talet en kopparhytta, Kalix kopparbruk.